# 11174 Carandrews
11174 Carandrews (1998 FR67) là một tiểu hành tinh vành đai chính được phát hiện ngày 20 tháng 3 năm 1998 bởi Nhóm nghiên cứu tiểu hành tinh gần Trái Đất phòng thí nghiệm Lincoln ở Socorro, New Mexico.
Nó được đặt theo tên Carolyn Andrews thuộc Longwood, Florida. Andrews was a Ceres Connection Essay Contest winner in 2002 ở Giải thưởng Khoa học và Kỹ thuật Intel.